# И-52
И-52 «Кремень» — украинский минный заградитель на базе легкобронированного транспортёра МТ-ЛБу.

## История
Разработка бронемашины началась в конце 1990х годов. Опытный образец И-52 был построен на предприятии «Крюковский вагоностроительный завод».
В январе 2000 года начальник инженерных войск вооружённых сил Украины генерал-лейтенант Владимир Воробьев сообщил о том, что для вооружённых сил Украины разработана новая машина И-52 «Кремень», стоимость которой составляет 1,2 млн. гривен. 16 апреля 2001 года конструкция бронемашины была запатентована.
К концу ноября 2011 года были разработаны чертежи, изготовлен опытный образец минного заградителя "Кремень" и проведены его испытания.

## Описание
Минный заградитель И-52 представляет собой шасси МТ-ЛБу с установленным дополнительным оборудованием и предназначен для постановки противопехотных и противотанковых минных полей в любых погодных и климатических условиях в любое время суток, в интервале температур от -45° С до 45° С, в том числе на местности с уклонами до 15 градусов (подъёмы, спуски, косогоры). И-52 обеспечивает установку одно- и двухполосных минных полей внаброс в процессе движения и минирование отдельных площадей при стоянке путём автоматического последовательного отстрела мин из кассет.
Установленное на И-52 дополнительное оборудование включает в себя: 
- пульт управления минированием, установленного в отделении управления[5]
- блок контейнеров для транспортирования и отстрела мин из кассет[5] (два контейнера, в каждом из которых по 90 мин)
- механизм подъёма блока контейнеров из транспортного положения в рабочее[5]
- механизм раздвижки контейнеров[5]
- механизм поворота блока контейнеров[5]

Время перевода снаряженной машины из транспортного положения в рабочее составляет не более 5 минут.

## Страны-эксплуатанты
- Украина: в 2013 году один И-52 поступил в 12-й инженерный полк вооружённых сил Украины (в/ч А-3814, г. Новоград-Волынский Житомирской области)[5]